# Federico Higuaín
Federico Fernando Higuaín (Buenos Aires, 25 de octubre de 1983) es un exfutbolista y entrenador argentino. Jugaba de mediocampista. Actualmente es entrenador junto a Cristian Ledesma del segundo equipo del Inter Miami. Reserva desde el 2023
Es el segundo hijo del famoso defensor Jorge Higuaín "El Pipa" y de Nancy Zacarias, hermano mayor de Gonzalo Higuaín, y nieto del boxeador Santos Zacarías "el Piponazo". Está casado con Verónica Santella con quien tiene dos hijos: Santino y Nicolino.

## Trayectoria
Al igual que su hermano Gonzalo Higuaín se inició en el baby Fútbol en el Club Atlético Palermo donde jugó hasta los trece años. Luego pasó a las inferiores del River Plate, junto a su hermano Gonzalo Higuaín, aunque Federico jugó 5 partidos sin destacarse. Siendo juvenil probó en París Saint-Germain dado que su padre jugaba en Francia.
Federico tiene familia asturiana, y de pequeño veraneaba en la localidad de Otur, en el occidente de Asturias
En julio de 2005 pasó a Nueva Chicago donde comenzó a destacarse como un buen jugador. Fue goleador de Chicago en el apertura del Nacional B 2006 y en el Clausura 2006 de la Primera División convirtiéndose en uno de los titanes de ese equipo de Nueva Chicago.
A mediados de 2007, con el descenso a segunda división de Chicago, fichó para el Besiktas de Turquía.
En enero de 2008 fue cedido a préstamo por 6 meses al Club América de México. En junio el América decidió no hacer efectiva la opción de compra.
En julio de 2008 fue transferido a Independiente de Argentina.En mayo de 2009 fue apartado del plantel por petición del director técnico Américo Gallego. Más tarde fue fichado e incorporado por el club Godoy Cruz donde realizó una gran campaña llevando al equipo a pelear por el campeonato posteriormente ganado por Argentinos Juniors. En el 2010, pasó a ser jugador de Colón de Santa Fe, marcando 10 goles en 62 partidos.
En julio del 2012, el equipo Santafesino vende el 50% de su pase por una suma que rondaría los 650.000 USD, al Columbus Crew de la Major League Soccer de los Estados Unidos. El 21 de octubre de 2019, el club anunció que no renovó el contrato del jugador y fue liberado.
El 2 de marzo de 2020, Higuaín fichó por el D.C. United.
El 10 de octubre de 2020, ficha por el Inter de Miami reuniéndose así con su hermano Gonzalo Higuaín
El 30 de octubre de 2021, 1 año y 20 días después de haber sido fichado por su nuevo club, se retiró a la edad de 37 años. Ese día jugó con su equipo un partido contra el NYFC, partido en el que fue reemplazado. 

## Clubes
Actualizado al último partido disputado, el 30 de octubre de 2021.
| Club                          | Div.          | Temporada     | Liga  | Liga  | Liga   | Copa nacional | Copa nacional | Copa nacional | Torneo internacional | Torneo internacional | Torneo internacional | Total | Total | Total  |
| Club                          | Div.          | Temporada     | Part. | Goles | Asist. | Part.         | Goles         | Asist.        | Part.                | Goles                | Asist.               | Part. | Goles | Asist. |
| ----------------------------- | ------------- | ------------- | ----- | ----- | ------ | ------------- | ------------- | ------------- | -------------------- | -------------------- | -------------------- | ----- | ----- | ------ |
| River Plate Argentina         |               |               |       |       |        |               |               |               |                      |                      |                      |       |       |        |
| 1.ª                           | 2003/04       | 3             | 0     | 0     | -      | -             | -             | 1             | 0                    | 0                    | 4                    | 0     | 0     |        |
| 1.ª                           | 2004/05       | 2             | 0     | 0     | -      | -             | -             | -             | -                    | -                    | 2                    | 0     | 0     |        |
| Total club                    | Total club    | 5             | 0     | 0     | -      | -             | -             | 1             | 0                    | 0                    | 6                    | 0     | 0     |        |
| Nueva Chicago Argentina       |               |               |       |       |        |               |               |               |                      |                      |                      |       |       |        |
| 2.ª                           | 2005/06       | 36            | 13    | 6     | -      | -             | -             | -             | -                    | -                    | 36                   | 13    | 6     |        |
| 2.ª                           | Reducido      | 4             | 2     | 0     | -      | -             | -             | -             | -                    | -                    | 4                    | 2     | 0     |        |
| 1.ª                           | 2006/07       | 37            | 14    | 7     | -      | -             | -             | -             | -                    | -                    | 37                   | 14    | 7     |        |
| Total club                    | Total club    | 77            | 29    | 13    | -      | -             | -             | -             | -                    | -                    | 77                   | 29    | 13    |        |
| Beşiktaş Turquía              |               |               |       |       |        |               |               |               |                      |                      |                      |       |       |        |
| 1.ª                           | 2007/08       | 9             | 0     | 1     | 2      | 2             | 0             | 5             | 0                    | 0                    | 16                   | 2     | 1     |        |
| Total club                    | Total club    | 9             | 0     | 1     | 2      | 2             | 0             | 5             | 0                    | 0                    | 16                   | 2     | 1     |        |
| América · México              |               |               |       |       |        |               |               |               |                      |                      |                      |       |       |        |
| 1.ª                           | 2007/08       | 13            | 1     | 0     | -      | -             | -             | 9             | 1                    | 1                    | 22                   | 2     | 1     |        |
| Total club                    | Total club    | 13            | 1     | 0     | -      | -             | -             | 9             | 1                    | 1                    | 22                   | 2     | 1     |        |
| Independiente Argentina       |               |               |       |       |        |               |               |               |                      |                      |                      |       |       |        |
| 1.ª                           | 2008/09       | 18            | 1     | 0     | -      | -             | -             | 1             | 0                    | 0                    | 19                   | 1     | 0     |        |
| Total club                    | Total club    | 18            | 1     | 0     | -      | -             | -             | 1             | 0                    | 0                    | 19                   | 1     | 0     |        |
| Godoy Cruz Argentina          |               |               |       |       |        |               |               |               |                      |                      |                      |       |       |        |
| 1.ª                           | 2009/10       | 36            | 11    | 3     | -      | -             | -             | -             | -                    | -                    | 36                   | 11    | 3     |        |
| Total club                    | Total club    | 36            | 11    | 3     | -      | -             | -             | -             | -                    | -                    | 36                   | 11    | 3     |        |
| Colón Argentina               |               |               |       |       |        |               |               |               |                      |                      |                      |       |       |        |
| 1.ª                           | 2010/11       | 27            | 3     | 5     | -      | -             | -             | -             | -                    | -                    | 27                   | 3     | 5     |        |
| 1.ª                           | 2011/12       | 35            | 7     | 3     | -      | -             | -             | -             | -                    | -                    | 35                   | 7     | 3     |        |
| Total club                    | Total club    | 62            | 10    | 8     | -      | -             | -             | -             | -                    | -                    | 62                   | 10    | 8     |        |
| Columbus Crew Estados Unidos  | 1.ª           | 2012          | 13    | 5     | 6      | -             | -             | -             | -                    | -                    | -                    | 13    | 5     | 6      |
| Columbus Crew Estados Unidos  | 1.ª           | 2013          | 29    | 11    | 9      | 2             | 0             | 1             | -                    | -                    | -                    | 31    | 11    | 10     |
| Columbus Crew Estados Unidos  | 1.ª           | 2014          | 30    | 12    | 6      | -             | -             | -             | -                    | -                    | -                    | 30    | 12    | 6      |
| Columbus Crew Estados Unidos  | 1.ª           | 2015          | 37    | 9     | 6      | -             | -             | -             | -                    | -                    | -                    | 37    | 9     | 6      |
| Columbus Crew Estados Unidos  | 1.ª           | 2016          | 20    | 4     | 3      | -             | -             | -             | -                    | -                    | -                    | 20    | 4     | 3      |
| Columbus Crew Estados Unidos  | 1.ª           | 2017          | 31    | 9     | 10     | 1             | 0             | 0             | -                    | -                    | -                    | 32    | 9     | 10     |
| Columbus Crew Estados Unidos  | 1.ª           | 2018          | 33    | 8     | 7      | -             | -             | -             | -                    | -                    | -                    | 33    | 8     | 7      |
| Columbus Crew Estados Unidos  | 1.ª           | 2019          | 14    | 1     | 3      | -             | -             | -             | -                    | -                    | -                    | 14    | 1     | 3      |
| Columbus Crew Estados Unidos  | Total club    | Total club    | 207   | 59    | 50     | 3             | 0             | 1             | -                    | -                    | -                    | 210   | 59    | 51     |
| DC United Estados Unidos      | 1.ª           | 2020          | 10    | 2     | -      | -             | -             | -             | -                    | -                    | -                    | 10    | 2     | -      |
| DC United Estados Unidos      | Total club    | Total club    | 10    | 2     | -      | -             | -             | -             | -                    | -                    | -                    | 10    | 2     | -      |
| Inter de Miami Estados Unidos | 1.ª           | 2020 - 2021   | 29    | 3     | 5      | -             | -             | -             | -                    | -                    | -                    | 29    | 3     | 5      |
|                               | Total club    | Total club    | 29    | 3     | 5      | -             | -             | -             | -                    | -                    | -                    | 29    | 3     | 5      |
| Total carrera                 | Total carrera | Total carrera | 454   | 113   | 80     | 5             | 2             | 1             | 16                   | 1                    | 1                    | 478   | 118   | 82     |

## Palmarés

### Campeonatos
| Club          | Campeonato    | País           | Año  |
| ------------- | ------------- | -------------- | ---- |
| Club América  | Interliga     | Estados Unidos | 2008 |
| Columbus Crew | Copa Trillium | Estados Unidos | 2012 |
| Columbus Crew | Copa Trillium | Estados Unidos | 2013 |
| Columbus Crew | Copa Trillium | Estados Unidos | 2015 |

### Distinciones individuales
| Distinción                                        | Año     |
| ------------------------------------------------- | ------- |
| Jugador de la Semana 25 de la Major League Soccer | 2012    |
| Jugador de la Semana 26 de la Major League Soccer | 2012    |
| Portada estadounidense del videojuego FIFA        | FIFA 13 |
| Jugador de la Semana 24 de la Major League Soccer | 2013    |
| Jugador de la Semana 11 de la Major League Soccer | 2014    |